# ۱۰۵۴ (میلادی)
۱۰۵۴ (میلادی) هزار و پنجاه و چهارمین سال تقویم میلادی است.

## مناسبت‌ها
در سال چهارصد و چهل و پنج هجری قمری، یا ۱۰۵۴ مبلادی در تاریخ اسلام رویدادها و وقایع نظامی و غیرنظامی مختلفی در جهان اسلام رخ داد، مانند: کشتن فرمانروایان ملوک الطوایف توسط معتضد بن عبّاد در اشبیلیه، ادامه جنگ‌های مذهبی بین اهل سنت و شیعه در بغداد، گسترش قدرت مرابطون در شمال آفریقا.
- معتضد بن عبّاد، امیر اشبیلیه، فرمانروایان ملوک الطوایف راکه عبارتند از: ابونور بن ابی‌قره، فرمانروای «رنده» و محمد بن نوح، فرمانروای «ارکش» برای دیدار خود فرا می‌خواند. آنان با بهترین لباس به دیدار او می‌آیند. او به آنان نیرنگ می‌زند و آن‌ها را زندانی می‌کند و پنج سال بعد؛ (سال ۴۵۰ق) آنان را می‌کشد و سرهای آنان را در صندوق‌هایی می‌گذارد.
- عبدالله بن یاسین جزولی، رهبر روحانی مرابطون با مریدانش به سوی سجلماسه روانه و بر آنجا و درعه چیره می‌شود و آنان را زیر فرمان خود درمی‌آورد.
- جنگ‌های سنی و شیعه ادامه می‌یابد.

## رویدادها
در ۴ ژوئیه ۱۰۵۴ میلادی مرگ یک ستاره بزرگ که امروزه بقایای آن بنام سحابی خرچنگ شناخته می‌شود اتفاق افتاد. مرگ این ستاره در واقع ۷۵۰۰ سال قبل اتفاق افتاده بود که بخاطر سرعت نور در ۱۰۰۰ سال پیش نورش به زمین رسید و مشاهده شد.
درخشش این رویداد به اندازهٔ نور یک میلیارد خورشید در کنار هم بود و اندازه آن ده برابر خورشید به نظر می‌رسید و از زمین از هر چیزی در آسمان بزرگتر بود.
اگر مرگ این ستاره در نقطه ای نزدیکتر به زمین اتفاق می‌افتاد زمین هم نابود می‌شد.
قبل ازینکه ناپدید شود هر شخصی با چشم سالم می‌توانست آن را ۲هفته در روز روشن و ۲ سال شب هنگام، به‌طور واضح مشاهده کند.
در سنگ نگاره سرخ پوستان در چاکو، نقش این ستاره حک شده و اختر شناسان چینی آن را به عنوان ستاره مهمان مستند کردند.

## درگذشتگان
- ۱۹ آوریل - لئون نهم، پاپ کلیسای کاتولیک روم

. عیسی بن مزین
. غلام ثعلب
۳ - منبع
‎